# Cendrecourt
Cendrecourt település Franciaországban, Haute-Saône megyében. Lakosainak száma 202 fő (2022. január 1.). Cendrecourt Ormoy, Betaucourt, Jussey, Magny-lès-Jussey, Montureux-lès-Baulay és Tartécourt községekkel határos.

## Népesség
A település népességének változása:
| Lakosok száma | 223  | 211  | 212  | 207  | 206  | 205  | 204  | 203  | 202  |
|               | 2013 | 2015 | 2016 | 2017 | 2018 | 2019 | 2020 | 2021 | 2022 |